# Regimiento n.º 9 de Dragones
El Regimiento n.º 9 de Dragones, también conocido como Lanceros de la Reina (9th Queen's Royal Lancers), o Lanceros de Delhi (Delhi Spearmen), fue un regimiento de caballería del Ejército Británico. Tuvo destacada intervención en el desastre de la segunda invasión inglesa al Río de la Plata y en la represión de la Rebelión de la India de 1857. Durante la Segunda Guerra Mundial tomó parte de la Campaña del Desierto Occidental en África del Norte luchando en la Primera Batalla de El Alamein y en la segunda en 1942.

## Historia
El 9° fue constituido durante el levantamiento jacobita en 1715 por el mayor general Owen Wynne convirtiéndose en el segundo regimiento de caballería del ejército británico y siendo conocidos inicialmente como el 9° de Dragones o Dragones de Wynne. 
En 1783 fueron convertidos en un cuerpo de dragones ligeros por lo que fueron redenominados 9° de Dragones Ligeros (9th Light Dragoons) y como tales actuaron durante la Rebelión irlandesa de 1798.

### Derrota enBuenos Airesy victoria enEspaña
En 1807 al mando de Thomas Mahon participaron de la segunda invasión inglesa al Río de la Plata en la que tras una victoriosa ocupación inicial de Montevideo, el fuerte ejército expedicionario británico fue duramente derrotado por las fuerzas de defensa de la ciudad de Buenos Aires compuestas básicamente de milicias voluntarias y forzado en una humillante capitulación a devolver los enclaves capturados en el Río de la Plata. Su lema, Vestiga nulla retrorsum ("No nos retiramos") no pudo sostenerse esta vez.
Entre 1811 y 1813 participó al igual que la mayoría de las unidades y oficiales de aquella malograda campaña en la guerra en la península ibérica dirigida por Arthur Wellesley, I duque de Wellington contra las tropas del Primer Imperio Francés.
En 1816 el regimiento fue constituido como de Lanceros y en 1830 fueron distinguido con la denominación de la Reina, en honor de Adelaida de Sajonia-Meiningen, consorte del rey Guillermo IV del Reino Unido.

### Asia
Asignados a la India durante la campaña de Gwalior en 1843, participaron de la primera (1845-1846) y la segunda guerra anglo-sij (1848-1849) en la que fueron comandados por Sir Hope Grant y sus tropas se convirtieron en las primeras condecoradas con la Estrella de Bronce. 
Durante la Rebelión de la India de 1857, el regimiento sumó el apodo de lanceros de Delhi, dado por los mismos rebeldes. El 9° participó de las principales acciones contra la revuelta, entre ellos el sitio de Delhi (8 de junio al 21 de septiembre de 1857) y el de Lucknow (30 de mayo al 27 de noviembre). Por esas acciones los lanceros obtuvieron doce Cruz Victoria, la condecoración militar más alta al valor "frente al enemigo" de todas las condecoraciones británicas, más que ninguna otra unidad en la campaña y fueron elogiados como el tipo ideal de caballería que Gran Bretaña debía emplear en los países de oriente.
Algunos de los principales oficiales del regimiento que cayeron en esa campaña fueron los capitanes Robert Abercrombie Yule (Delhi, 19 de junio), Lucius John French (Agra, 10 de octubre), y Thomas Hutchinson (Lucknow, 21 de marzo).
Los lanceros fueron reasignados a Afganistán durante la segunda guerra anglo-afgana (1878-1879). Al partir fueron armados con carabinas Martini-Henry en reemplazo de sus pistolas. El 19 de octubre de 1878 dejaron su acantonamiento en Sialkot (India) y al mando del mayor R. Cleland marcharon al Paso Khyber donde se unieron a la división de Sir Frederick Francis Maude que marchó a Narkoo y Dakka, donde permaneció hasta junio de 1879 excepto un escuadrón que en enero se unió a las fuerzas en operaciones en el valle Kurram comandadas por Sir Frederick Roberts. Tras el Tratado de Gundamak del 2 de junio el regimiento regreso a Sialkot.
El 3 de septiembre el personal de la embajada británica en Kabul fue masacrado por lo que las hostilidades se reiniciaron y el 9° recibió instrucciones de marchar sobre la capital afgana. El 27 de ese mes el grueso inició su avance para sumarse a un escuadrón de avanzada que desde marzo permanecía en Kurrum.
Al amanecer del 6 de octubre veinte lanceros al mando del capitán Apperly marcharon a reconocer el paso de Charasia y entablaron combate con los afganos finalizando la jornada con el control británico de todas las principales posiciones en los alrededores.
Tras la acción, 102 lanceros fueron enviados a cortar la retirada del enemigo que se creía había abandonado Sherpur pero tras entrar a la ciudad efectivamente desierta sólo pudieron recuperar armas abandonadas por los afganos que se replegaban sobre Kabul, que fue a su vez abandonada en la noche del día 8 y tras una infructuosa persecución, ocupada el 13.
El 4 de noviembre el cuartel general y otros dos escuadrones del regimiento se reunieron con las fuerzas de Apperly en Sherpur. El 9 de diciembre un escuadrón escoltó a las fuerzas de infantería del general de brigada MacPherson. El siguiente día se sumaron cuatro cañones y escuadrones de caballería al mando del general de brigada Massy y del teniente coronel Cleland. El 11 de diciembre chocaron en Mir Buche, en las cercanías de Kila Kazi con un ejército de 10 000 afganos conducido por Mahomed Jan. A los efectos de retrasar su avance a Kabul, los británicos efectuaron pese a la diferencia numérica una carga de caballería con sólo 126 hombres del 9° y 44 del 14° de Lanceros de Bengala encabezados por el teniente coronel Cleland, quien fue gravemente herido, y por el capitán Neville. Ante el fracaso del ataque, el capitán Stewart-Mackenzie ordenó una segunda carga, que no tuvo mejores efectos ue la primera. El 9° perdió 18 hombres y 34 caballos y tuvo 13 heridos.
El día 13, apenas enterrados los caídos las tropas del 9° marcharon nuevamente con la caballería de la India. Al efectuar un ataque sobre ambos flancos de los afganos que habían sido expulsados del pico Takht-i-Shah y dispersados en la llanura, el 9° sufrió fuertes bajas, incluido el comandante en la acción, capitán Butson, tras lo que el regimiento regresó a su acantonamiento en Sherpur, donde fue atacado y sitiado el 15 de diciembre por las fuerzas de Mahomed.
Posteriormente, un escuadrón tomó parte de la victoria en la segunda batalla de Charasiab del 25 de abril de 1880, al acudir en auxilio de una fuerza británica que había sido rodeado por los afganos cerca de Char Asiab.

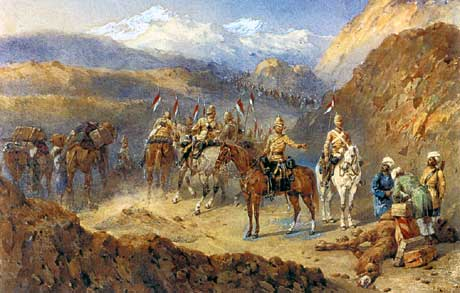
El 9° de Lanceros marchando a Kandahar.

El 8 de agosto de 1880 el 9° dejó Kabul al mando del teniente coronel H. A. Bushman y marchó a Kandahar. El 27 de agosto establecieron sus cuarteles en Robat. El siguiente día se sumaron las restantes fuerzas británicas al mando de Sir Frederick Roberts reuniéndose un ejército de 10000 hombres que el 31 acampó en Kandahar.
El 1 de septiembre se produjo finalmente la Batalla de Kandahar en la que el ejército de Ayub Khan fue completamente derrotado.
Tras finalizar la guerra los lanceros regresaron a la India. Habían sufrido 55 muertos en acción y fueron condecorados con la Afghanistan Medal.
En octubre de 1885 fueron finalmente repatriados.

### Sudáfrica
Al estallar la segunda guerra bóer (1899-1902) el 9.º fue enviado al frente sudafricano y tomó parte en la batalla de Modder River, en el sitio de Kimberley, y en la batalla de Paardeberg a resultas de la cual Piet Cronje debió rendirse. Tropas del regimiento escoltaron la entrada de Frederick Roberts en Bloemfontein, quien expresó «ha sido siempre un espléndido regimiento».

### Guerras mundiales

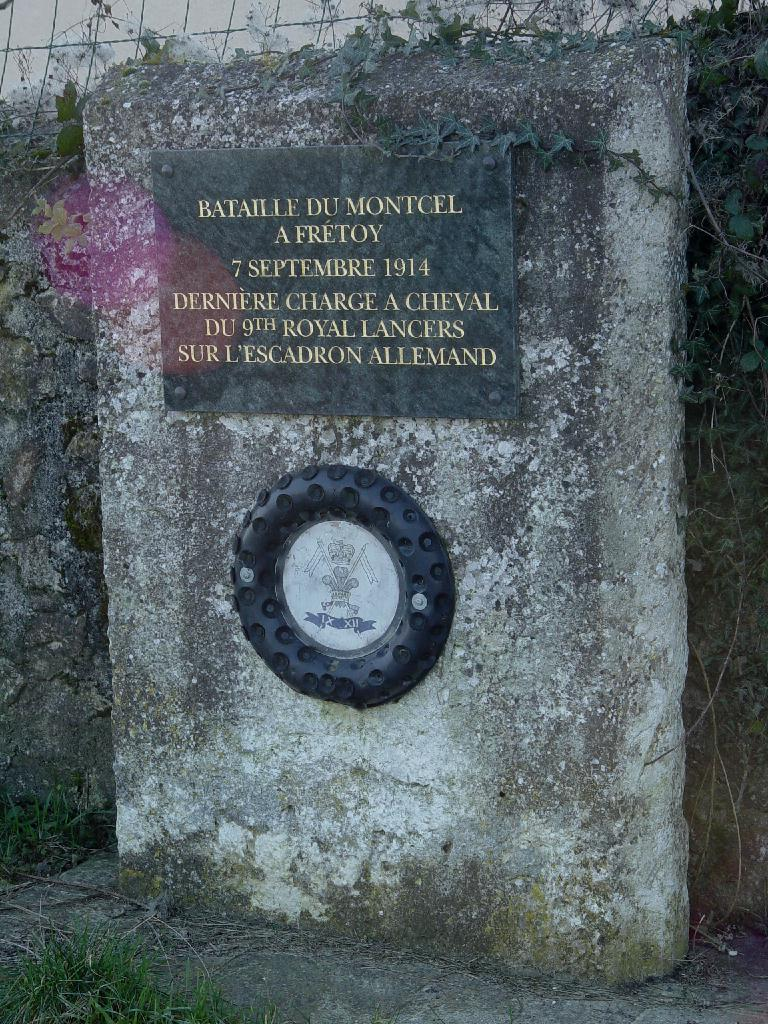
Memorial a los lanceros del 9° por la acción en Montcel à Frétoy

Al iniciarse la Primera Guerra Mundial el 9° fue movilizado al frente pero solo actuó como unidad de caballería de combate durante 1914. El uso generalizado de ametralladoras y la táctica de la guerra de trincheras era apta sólo para el uso de infantería y finalmente la evolución de la caballería en las unidades de tanques.
No obstante, durante ese primer año de la contienda, el capitán Francis Octavius Grenfell obtuvo la Cruz Victoria por rescatar los cañones de la batería 119 el 24 de agosto de 1914, y el regimiento participó del último enfrentamiento entre lanceros a caballo el 7 de septiembre en Moncel, acción en la cual el teniente coronel David Campbell lideró la carga.

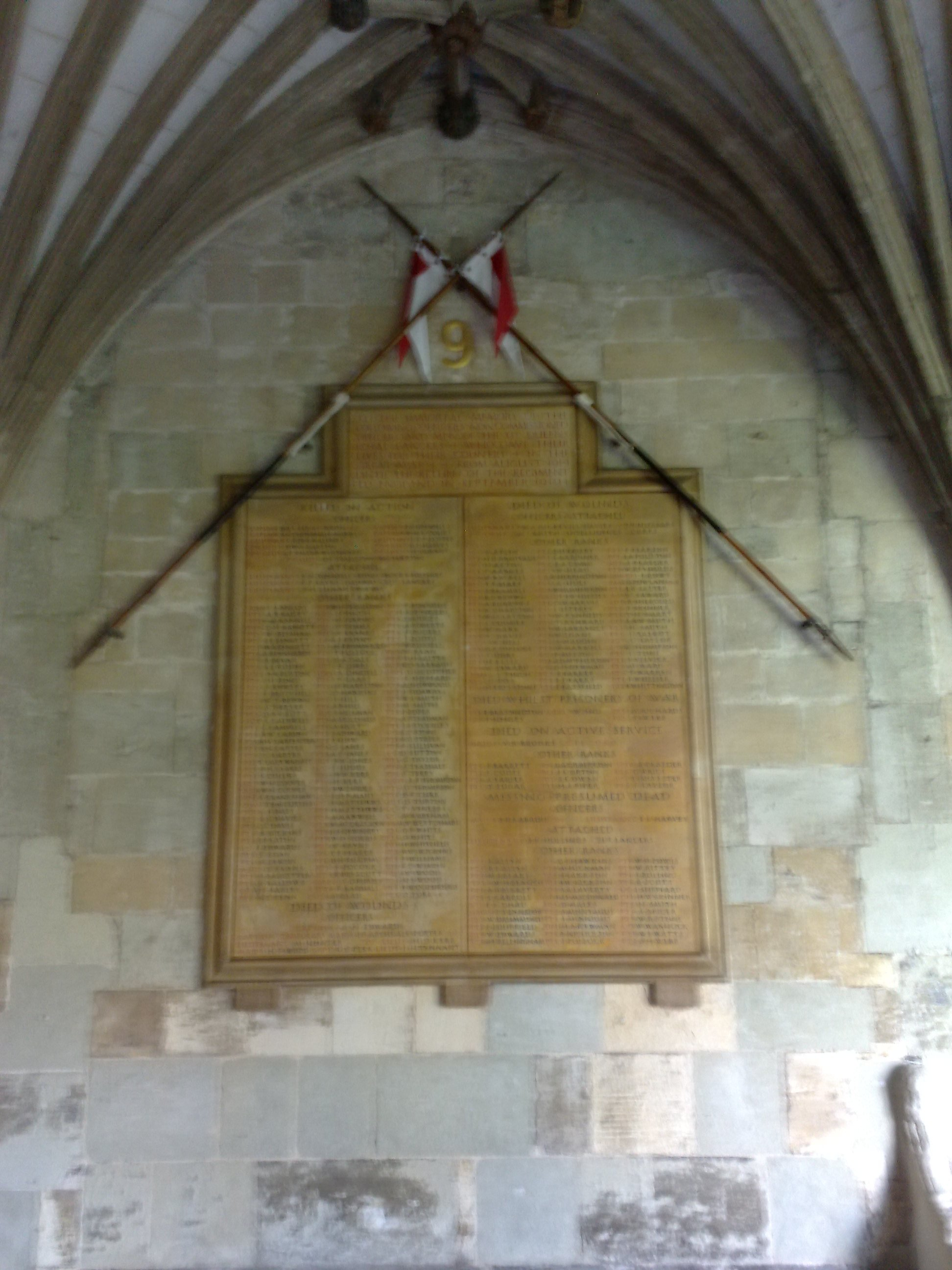
Monumento en la Catedral de Canterbury de los miembros del 9.º caídos en la Primera Guerra Mundial.

Al finalizar la guerra, el Regimiento n.º 9 había tenido 274 muertos.
Estacionado en Irlanda al estallar la Guerra Anglo-irlandesa (1919-1921), el 9° fue empleado en acciones de contrainsurgencia en los condados de Longford y Roscommon participando de diversas acciones entre ellas la de Scramogue Ambush el 23 de marzo de 1921. Ese período de escasa actividad coincidió con la lenta conversión de las unidades de caballería en fuerzas mecanizadas.
Recién en la primavera de 1936 los Lanceros iniciaron la reconversión bajo el mando de su nuevo comandante, el mayor general C. W. Norman. El entrenamiento se efectuó inicialmente en las llanuras que rodean Tidworth con carros blindados Carden Loyd que presentaban un alarmante índice de fallas y por sobrecalentamiento de los motores afectaban al personal, por lo que en 1937 fueron reemplazados por viejos tanques ligeros retirados del servicio en Egipto. Recién entonces se montaron ametralladoras en las unidades y se las dotaron de radios, aunque de pésima calidad. 

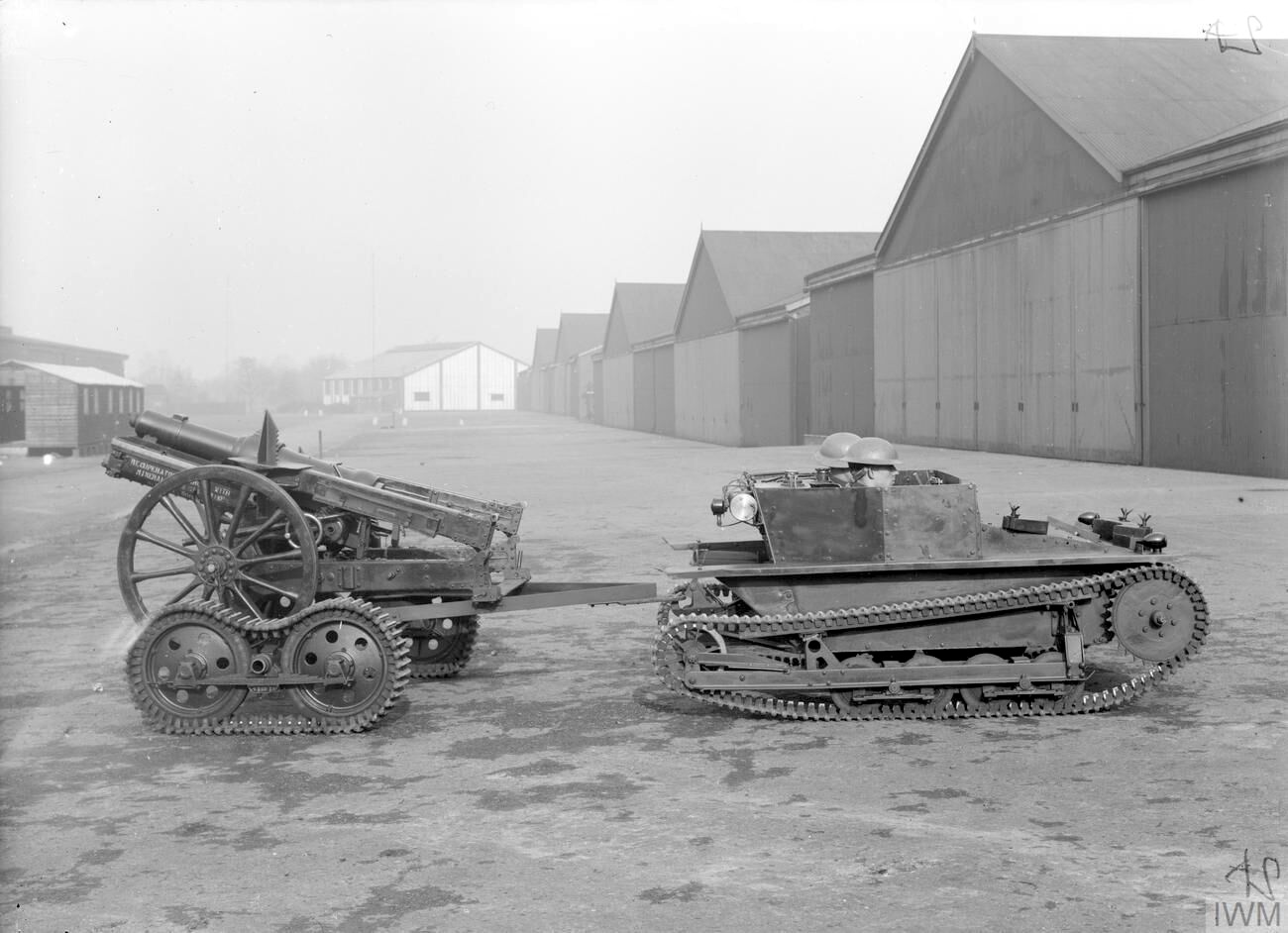
Tanque Carden Loyd.

En 1938 se dio por finalizado el entrenamiento con los tanques y los blindados fueron transferidos a otros regimientos, mientras que los Lanceros recibían camiones para continuar el adiestramiento pretendiendo que se trataba de tanques. En la primavera se formó la 1.º División Mecanizada, luego 1° División Blindada, compuesta de la 1.ª Brigada Blindada con base en Aldershot y la 2.ª Brigada Blindada con base en Tidworth. Esta última fue compuesta con el 9.º, el 2.º de Dragones y el 10.º de Húsares.
En octubre asumió el mando de los lanceros el brigadier Sir Christopher Peto continuando el relativo entrenamiento hasta el estallido de la Segunda Guerra Mundial en 1939.
El 20 de abril de 1940 los Lanceros desembarcaron en Francia para cubrir la retirada de las fuerzas aliadas ante el rápido avance alemán. Tras la evacuación y permanecer estacionada en Gran Bretaña, la brigada fue asignada al Octavo Ejército destinado a África del Norte. Durante las críticas jornadas de la primera mitad de 1942 el 9.º integrando la 2.ª brigada participó con sus Crusader de la lucha contra el avance de Erwin Rommel, en la retirada de Knightsbridge y en la derrota en la Batalla de Gazala, hasta que con un puñado de tanques sobrevivientes frenaron el avance a pocos kilómetros de Alejandría. Reforzado el ejército aliado, el 9° tripulando tanques M4 Sherman artillados con cañones de 75 mm tomó parte de la Segunda Batalla de El Alamein en que la suerte del conflicto en el norte africano finalmente cambió. 
En 1944 los Lanceros desembarcaron en Italia y en septiembre lucharon en San Savino por el control de la Línea Gótica. 
Empleados como infantería durante el invierno de 1944, los Lanceros formaron la punta de lanza del 8.º ejército en su avance sobre el Río Po en la primavera de 1945 y uno de sus escuadrones fue el primero en entrar en Venecia a fines de abril de ese año. Al finalizar el conflicto 143 integrantes del 9° habían perdido sus vidas.

### Posguerra
En 1947 la unidad regresó a Gran Bretaña y permaneció estacionada en Edinburgo hasta 1949, cuando fue trasladada a Detmold, Alemania. Allí permaneció hasta 1960 en que fue repatriada y estacionada en Tidworth junto al 12° de Lanceros con el que fue fusionado creando un nuevo regimiento.